# Emoia rufilabialis
Emoia rufilabialis este o specie de șopârle din genul Emoia, familia Scincidae, descrisă de Mccoy și Webber 1984. Conform Catalogue of Life specia Emoia rufilabialis nu are subspecii cunoscute.